# Savoia-Marchetti SM.81 Pipistrello
Савоя-Маркетти SM.81 Пипистрелло (итал. Savoia-Marchetti SM.81 Pipistrello, «Летучая мышь») — итальянский средний бомбардировщик и транспортный самолёт смешанной конструкции. Разработан конструкторами фирмы Savoia-Marchetti под руководством Алессандро Маркетти. Серийное производство самолёта продолжалось с 1934 до марта 1938 года. Всего выпущено 534 самолёта.

## История
Принят на вооружение Regia Aeronautica весной 1935 года.
Первое боевое применение в декабре 1935 года в Эфиопии. 28 июля 1936 первые 9 итальянских самолётов S.81 прибыли в Мелилью для оказания помощи Франко, в дальнейшем их количество было увеличено
С марта 1941 года самолёт переводился в части военно-транспортной авиации.

## Тактико-технические характеристики
Приведенные характеристики соответствуют S.M.81 с мотором Alfa Romeo 126 RC.34.
Источник данных: Техническое руководство Министерства авиации С.A.205, 1936 г.; «Уголок неба»

Технические характеристики
- Экипаж: 5 человек
- Длина: 18,364 м
- Размах крыла: 24,0 м
- Высота: 4,368 м
- Площадь крыла: 93,0 м²
- Масса пустого: 6 800 кг
- Нормальная взлётная масса: 10 504 кг
- Объём топливных баков: 3 615 л
- Силовая установка: 3 × радиальных Alfa Romeo 126 RC.34
- Мощность двигателей: 3 × 750 л.с. на высоте 3353 м (3 × 551,6 кВт)
- Воздушный винт: трёхлопастной Savoia Marchetti
- Диаметр винта: 3,5 м

Лётные характеристики
- Максимальная скорость: 336 км/ч на 5000 м
- Крейсерская скорость: 287 км/ч
- Скорость сваливания: 83,7 - 86,9 км/ч
- Практическая дальность: 2 000 км
- Практический потолок: 7 000 м
- Скороподъёмность: 5,6 м/с
- Время набора высоты:
  - 1 000 м за 3 мин. 5 сек.
  - 3 000 м за 9 мин. 56 сек.
  - 5 000 м за 19 мин. 16 сек.
- Нагрузка на крыло: 113 кг/м² (расч.)
- Тяговооружённость: 157 Вт/кг (расч.)
- Длина разбега: 190 - 230 м

Вооружение
- Стрелково-пушечное:  
  - 2 × 2 × 7,7 мм пулемёта Breda-SAFAT в турелях сверху и снизу фюзеляжа
  - 1× 7,7 мм пулемёт Breda-SAFAT перекидной в задней части фюзеляжа для обороны с бортов
- Боевая нагрузка:  
  - нормальная: 1 200 кг бомб
  - максимальная: 2 000 кг бомб
- Бомбы:  
  - 4× 500 кг или 250 кг бомб или
  - 16× 100 кг бомб или
  - 28× 50 кг бомб или
  - 56× 20 кг или 15 кг бомб

## Эксплуатанты
Италия
- Regia Aeronautica
- Легионерская авиация: 64 самолёта [3]
- Республиканская Национальная Авиация
- Aeronautica Cobelligerante Italiana
- ВВС Италии (послевоенные)

 Испания
- ВВС франкистской Испании

 Югославия Королевство Югославия
- Королевские ВВС Югославии

 Китайская Республика
- ВВС Китайской Республики: в ноябре 1936 года заказаны 6 самолётов SM.81B для сборки на заводах совместного китайско-итальянского предприятия в Наньчане (SINAW),[4] а ещё один был куплен в Италии. Отправленные в Китай самолёты прибыли в октябре 1937 года в Гонконг в разобранном виде, но не могли быть сразу доставлены заказчику, поскольку размеры ящиков превышали габариты железной дороги. 2 из собранных в Наньчане самолёта поставлены национальным ВВС (а ещё один уничтожен при налёте на завод в в декабре 1937 года.[5]  Все утеряны во время аварий к февралю 1938 в Ичане.